# Jorge Terter I da Bulgária
Jorge Terter I (em búlgaro:  Георги Тертер I) foi o imperador da Bulgária entre 1280 e 1292. Não se sabe quando ele nasceu. O reinado de Jorge Terter I continuou o rápido declínio da Bulgária durante a segunda metade do século XIII e, embora ele tenha conseguido se manter no trono por mais de uma década (ao contrário de seus dois predecessores), Jorge parece não ter conseguido se consolidar contra as forças desagregadoras da corte búlgara, inclusive em sua própria capital, Tarnovo. Por isso, ele estava muito limitado em sua capacidade de interagir adequadamente na política externa ou mesmo de se defender contra agressões estrangeiras, particularmente os constantes raides dos mongóis da Horda Dourada. Durante os caóticos anos que precederam a ascensão de Jorge Terter I, os búlgaros perderam quase toda a Trácia para o Império Bizantino e, já no seu reinado, os territórios búlgaros na Macedônia foram divididos entre os bizantinos e o Reino da Sérvia entre 1282 e 1284.

## Primeiros anos
Os antecedentes de Jorge Terter I são obscuros, mas as fontes bizantinas relatam que ele era de ascendência búlgaro-cumana, o que é corroborado pelo seu nome duplo que lembra o nome do clã cumano dos Terteroba. Ele tinha pelo menos um irmão chamado Aldimir (Eltimir), que foi feito déspota pelo irmão ou pela regência de seu sucessor, João II.
Quando João Asen III se tornou imperador em Tarnovo em 1279 durante a Revolta de Lacanas, ele tentou reforçar sua posição se aliando com Jorge Terter. Este se divorciou de sua primeira esposa, Maria, que foi enviada com o filho deles, Teodoro Esfendóstlabo, como refém para o Império Bizantino, para poder se casar com Maria Ceratza, a irmã de João Asen III. Jorge Terter também foi então elevado à posição de déspota, a dignidade mais alta na hierarquia cortesã búlgaro-bizantina.

## Imperador da Bulgária

Bulgária na segunda metade do século XIII. Em laranja escuro, o império na época de Jorge Terter I

O contínuo sucesso de Lacanas contra os reforços bizantinos levaram João Asen III a fugir da capital para o Império Bizantino, abrindo espaço para que Jorge Terter lhe tomasse o trono em 1280. Com a ameaça de Lacanas e João Asen III fora do caminho, Jorge fez uma aliança com o rei Carlos I da Sicília, com Estêvão Dragutino da Sérvia e com a Tessália contra Miguel VIII Paleólogo no ano seguinte. A aliança fracassou por que Carlos estava ocupado com as "Vésperas Sicilianas" e a secessão da Sicília em 1282, enquanto que a Bulgária estava sendo devastada pelos raides mongóis de Nogai Cã, o cã da Horda Dourada. Tentando conseguir o apoio dos sérvios, Jorge Terter I prometeu a mão de sua filha Ana Terter ao rei sérvio Estêvão Milutino em 1284.
A partir da morte de Miguel VII em 1282, Jorge reabriu as negociações com os bizantinos e mandou trazer de volta sua primeira esposa, o que ele finalmente conseguiu depois de um tratado e as duas Marias trocaram de posição como imperatriz e refém. Teodoro foi elevado a co-imperador, mas acabou sendo enviado novamente como refém, desta vez para a corte de Nogai Cã depois de um raide particularmente devastador. A outra irmã de Teodoro, Helena, foi enviada com ele com o objetivo de se casar com o filho do cã, Tzacas.

## Exílio e morte
Por razões desconhecidas, provavelmente por causa da pressão mongol, Jorge Terter I buscou refúgio no Império Bizantino em 1292. O imperador Andrônico II Paleólogo a princípio se recusou a recebê-lo, talvez temendo complicações com os mongóis, e Jorge teve que ficar esperando, em condições deploráveis, nas redondezas de Adrianópolis. O imperador búlgaro foi finalmente recebido e enviado para viver na Anatólia, onde passou mais de uma década na obscuridade. Em 1301, seu filho Teodoro Esfendóstlabo, já imperador da Bulgária, derrotou o exército bizantino e capturou treze oficiais, que ele depois trocou pelo pai.
De volta à Bulgária, Jorge Terter I não mais voltou para a corte e foi confinado a uma vida luxuosa numa cidade escolhida pelo filho. Uma inscrição numa igreja escavada na rocha perto de Ivanovo menciona laconicamente a morte do "imperador Gergi" no ano de 1308/1309.

## Família
Jorge Terter I se casou duas vezes. Com sua primeira esposa, uma búlgara chamada Maria Terter, ele teve:
- Teodoro Esfendóstlabo, imperador da Bulgária entre 1300 e 1322.
- Helena Terter, que se casou com Tzacas, imperador da Bulgária entre 1299 e 1300.

Com sua segunda esposa, Kira Maria, irmã de João Asen III, ele teve:
- Ana, que se casou primeiro com Estêvão Milutino da Sérvia e depois com Miguel (Demetrios) Ducas.